# Cosmoplatus
Cosmoplatus is een kevergeslacht uit de familie van de boktorren (Cerambycidae). De wetenschappelijke naam van het geslacht werd voor het eerst geldig gepubliceerd in 1891 door Aurivillius.

## Soorten
Cosmoplatus omvat de volgende soorten:
- Cosmoplatus brasilianus Zajciw, 1963
- Cosmoplatus peruvianus Aurivillius, 1891